# Kelényi Béla
Kelényi Béla (Budapest, 1953. augusztus 24. –) magyar költő, tibetológus, restaurátor, muzeológus.

## Életpályája
Szülei: Kelényi Béla és Gécs Elvira. 1971-től a dunaújvárosi Kohó- és Gépipari Főiskola hallgatója volt. 1973-1976 között a Budapesti Történeti Múzeum kisegítője volt. 1976-1983 között az Országos Műemléki Felügyelőség falképrestauráló csoportjának segédrestaurátora volt. 1983-1988 között az Eötvös Loránd Tudományegyetem Bölcsészettudományi Kar tibeti-népművelés szakán tanult. 1989 óta a Hopp Ferenc Kelet-ázsiai Művészeti Múzeum főmuzeológusa.
Képzőművészettel, performansszal is foglalkozik, tibeti művészeti kiállításokat rendez.

## Kiállításai

### Egyéni
- 1981-1983, 1985-1986, 1991 Budapest
- 1990, 1992 Vác

### Csoportos
- 1982-1985, 1988-1989, 1994 Budapest
- 1988 Esztergom
- 1989 Szombathely
- 1990 Érsekújvár

## Művei
- Helyén (versek); Kozmosz Könyvek, Bp., 1987
- Dél/idő; Magyar Műhely,Párizs–Bécs–Budapest, 1993 (Magyar Műhely Baráti Kör füzetek)
- Kelényi Béla–Vinkovics Judit: Tibeti és mongol buddhista tekercsképek; Iparművészeti Múzeum, Bp., 1995 (A buddhizmus művészete)
- Valahogy mindig el. Részletek az Utónaplóból; Liget Műhely Alapítvány, Bp., 1998 (Liget könyvek)
- Buddhák. Tibeti buddhista kisplasztikák magyar magángyűjteményekből; Moró Antik, Bp., 2007
- A szél-paripa emelkedjék! A tibeti buddhista imazászló kultusza; Iparművészeti Múzeum, Bp., 2013 (Bibliotheca Hungarica artis Asiaticae)
- Az indológus indián. Baktay Ervin emlékezete; szerk. Kelényi Béla; Hopp Ferenc Kelet-ázsiai Művészeti Múzeum, Bp., 2014 (angolul is)
- Amrita Sher-Gil művészete; szerk. Kelényi Béla; Hopp Ferenc Ázsiai Művészeti Múzeum, Bp., 2015
- Sanghay, Shanghai. Párhuzamos eltérések Kelet és Nyugat között; szerk. Fajcsák Györgyi, Kelényi Béla; Hopp Ferenc Ázsiai Művészeti Múzeum, Bp., 2017